# Всероссийский социал-христианский союз освобождения народа
Всеросси́йский социа́л-христиа́нский сою́з освобожде́ния наро́да (ВСХСОН) — подпольная антикоммунистическая организация, существовавшая в СССР в 1964—1967 годах.

## История и структура
ВСХСОН был создан в Ленинграде в 1964 году. Основателями его были Игорь Вячеславович Огурцов (востоковед по образованию) и его соратники — Евгений Вагин, Михаил Садо, Борис Аверичкин.
Члены ВСХСОН готовились возглавить антикоммунистическое движение в России и насильственную революцию против существующего порядка, если таковая начнётся. В связи с этим деятельность ВСХСОН была строго конспиративной: его члены были разбиты на тройки, и каждый знал лишь второго члена тройки и её старшего (в чём имели немалое сходство с партией эсеров).
В феврале 1967 года КГБ ликвидировал организацию. К этому моменту в ВСХСОН состояли 26 человек и около 30 человек считались кандидатами в члены организации. В декабре 1967 и марте-апреле 1968 состоялись два процесса.
По первому процессу были осуждены руководители (И. Огурцов — на 15 лет и 5 лет ссылки, М. Садо — 13 лет, Е. Вагин и Б. Аверичкин — по 8 лет).
По второму процессу были осуждены на разные сроки 17 человек, в том числе Леонид Бородин — на 6 лет.
Основатели организации — И. В. Огурцов, М. Ю. Садо, Е. А. Вагин, Б. А. Аверичкин — признаны не подлежащими реабилитации. В 1996 году Президиум Верховного Суда РФ подтвердил обоснованность приговора против руководителей ВСХСОН.

## Идеология
Идеологией ВСХСОН было социал-христианство («третий путь — не коммунизм и не капитализм»). Одним из важнейших элементов общественной жизни они считали церковь, которую трактовали как «свободную общину верующих». Из этого происходили три их основных лозунга: христианизация политики, христианизация экономики и христианизация культуры. По их программе, христианский характер государства воплощался в Верховном Соборе, который должен был состоять на треть из лиц высшей православной иерархии, и на две трети — из пожизненно выбираемых «выдающихся представителей нации». Верховный Собор не имел бы административных полномочий и права законодательной инициативы, но имел бы право вето на любой закон или действие правительства, не соответствующие принципам социал-христианства. Глава будущего государства должен был избираться Верховным Собором и утверждаться голосованием населения, он был бы подотчетен Народному собранию. В целом, предполагалось строительство переходного варианта от советской империи к российской.
Согласно уставу ВСХСОН, «христианской культуре присущ сверхнациональный характер, который в нашу эпоху сыграет решающую роль в деле сближения народов в единую человеческую семью». По отношению к другим религиям утверждалось, что «все известные религии должны пользоваться правом беспрепятственной проповеди и свободного публичного отправления культа (но не делить власть с православным духовенством в Верховном Соборе)».
Большое внимание в идеологии ВСХСОН уделялось развитию личности:
«Идет духовная борьба за личность… и, хотя христианская религия не связана ни с какой временной социальной структурой, её этические принципы могут и должны быть воплощены в экономической и в политической практике… Высшей и абсолютной ценностью христианская религия признает каждую человеческую личность… Социал-христианская государственная доктрина рассматривает как безусловное зло такую организацию власти, при которой она является призом соперничающих политических партий»
В области экономики члены ВСХСОН планировали сохранение огосударствления главных отраслей промышленности и земли, которая могла выделяться государством в индивидуальное пользование. Все остальное должно было контролироваться самоуправляющимися национальными корпорациями, земледелие — индивидуальными сельскими хозяйствами.
В отличие от большинства других организаций, существовавших в то время, члены ВСХСОН не планировали ограничиться только идеологической работой. Хотя организация занималась «сбором книг, перепечаткой их и переводами с целью взаимного ознакомления», в уставе ВСХСОН было записано, что каждый член этой организации — «не только пропагандист и организатор, но и солдат».